# Hansard

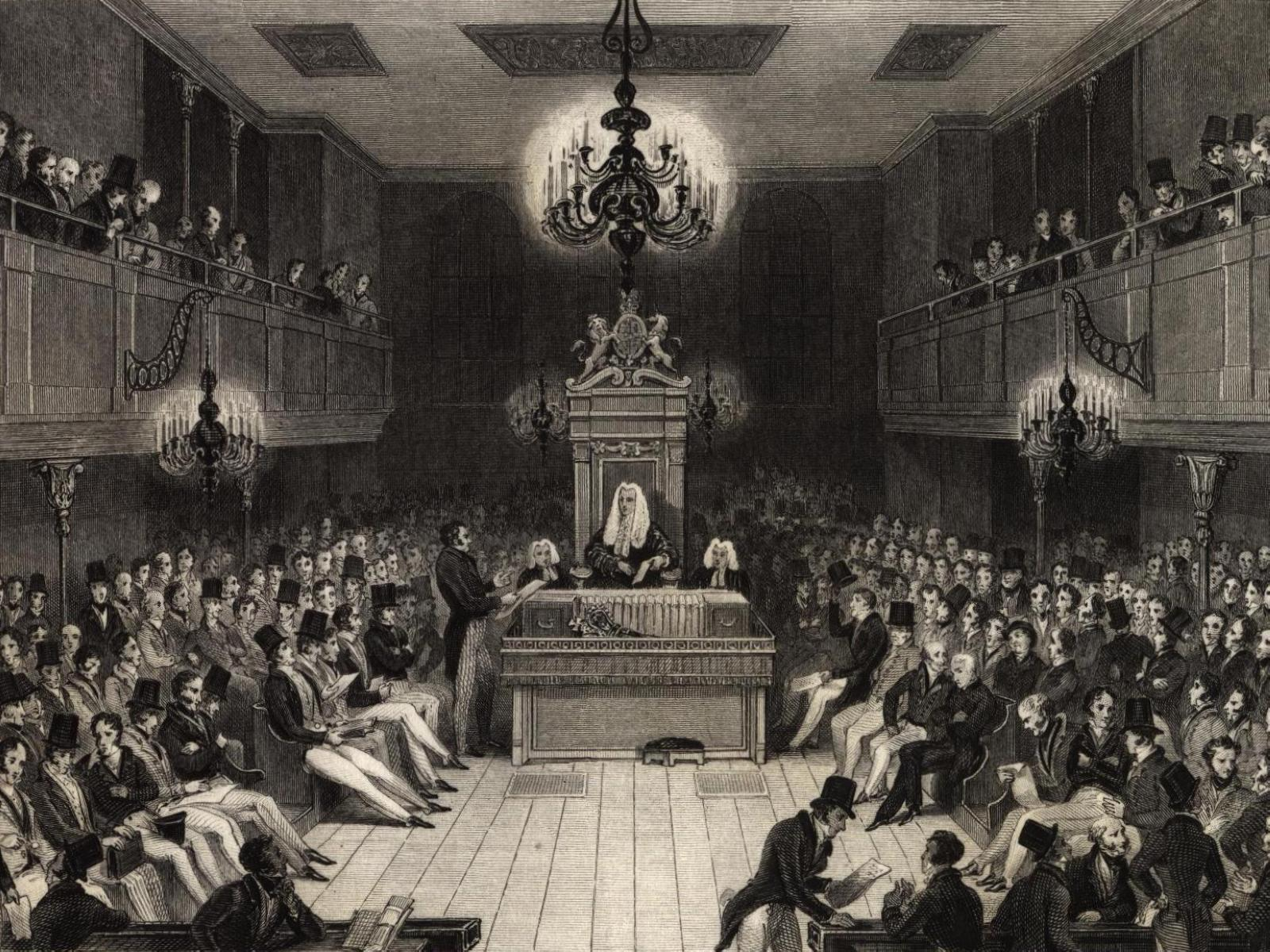
Izba Gmin w 1834 roku. W lożach zasiadają goście Izby, między innymi przedstawiciele prasy (w tym autorzy Hansarda)

Hansard to nazwa oficjalnego raportu zawierającego kompletny zapis obrad Parlamentu Brytyjskiego, tj. Izby Gmin oraz Izby Lordów. Podobny biuletyn o tej samej nazwie wydawany jest, oprócz Wielkiej Brytanii, także w kilku innych krajach (patrz niżej).

## Geneza
W roku 1803 William Cobbett, niezależny wydawca, rozpoczyna publikację Parliamentary Debates, raportu z obrad Izby Gmin, bazującego na doniesieniach prasowych. W 1809 r. druk raportu zostaje przekazany w ręce Thomasa Cursona Hansarda, zaś w 1812 r., z powodu problemów finansowych, Cobbett odsprzedaje Parliamentary Debates Hansardowi, który zajmuje się wydawaniem tegoż do końca swojego życia, zmieniając w 1829 r. nazwę na Hansard. Od 1889 r. wydawaniem zajmuje się Hansard Publishing Union Ltd.

## Forma

### Treść publikacji
Hansard publikuje obrady w niemalże dosłownej formie, jedynie zmieniając wypowiedzi w celu usunięcia niepotrzebnych powtórzeń, tautologii i oczywistych błędów. Dodatkowo, uzupełnia wypowiedzi parlamentarzystów, np. przez dodanie nazw własnych lub nazwisk, często pomijanych w wypowiedziach ustnych.

### Dwujęzyczność kanadyjskiegoHansarda
Kanadyjski Hansard publikowany jest zarówno po angielsku, jak i francusku. Uznawany jest za wzór tłumaczenia tychże języków, a także stanowi doskonały korpus zwrotów i wyrażeń. Za dowód jakości przekładu może być uznane działanie pewnego kanadyjskiego liberalnego senatora, Philippe Gigantèsa, który podczas wydłużonych posiedzeń odczytywał treść własnej książki tylko po to, by uzyskać darmowy dostęp do tłumaczenia w Hansardzie.

## Lista krajów publikujących własne wersjeHansarda
- Wielka Brytania
- Kanada
- Australia
- RPA
- Nowa Zelandia
- Hongkong
- Malezja
- Singapur
- Brunei
- Sri Lanka
- Trynidad i Tobago
- Kenia